# Pavlinski samostan i crkva Svih Svetih u Pavlin Kloštru
Pavlinski samostan i crkva Svih Svetih u Pavlin Kloštru nekadašnja je rimokatolička crkva i samostan u Pavlin Kloštru u općini Kapela u Bjelovarsko-bilogorskoj županiji. Danas je arheološko nalazište.
Pavlinski samostan Svih Svetih u Strezi (danas Pavlin Kloštar) izgrađen je krajem 14. stoljeća, a napušten već sredinom 16. stoljeća. Bio je jedan od najvećih pavlinskih samostana u središnjoj Hrvatskoj. Potpuno sačuvani Urbar samostana u Strezi iz 1477. jedan je od najznačajnijih izvora za poznavanje feudalnoga uređenja srednjovjekovnoga prostora današnje kontinentalne Hrvatske. Selo Pavlin Kloštar dobilo je ime po njemačkoj inačici naziva za pavlinski samostan (njem. Paulinisches Kloster). Pavlinski samostan Svih svetih u Strezi osnovan je 1374. godine darovnicom magistra Ivana Bisena. Redovnici pavlini samostan su napustili oko 1540. godine zbog sve veće osmanlijske opasnosti te su se sklonili u sigurniju Lepoglavu. Samostan su potom preuzeli krajišnici Varaždinskog generalata, a nedugo poslije je napušten te je kroz naredna četiri stoljeća u cijelosti razgrađen, osim arheoloških ostataka. Danas se nalazi na pretežno privatnom zemljištu.
Arheološko nalazište „Pavlinski samostan Svih Svetih-Streza“ nalazi se sjeverozapadno od sela Pavlin Kloštar, u dolini koju omeđuju dva potoka Švastica i Sv. Marija koji zatvaraju pravokutni prostor samostanskog sklopa. Utvrđeno je da je po osi sjever – jug samostan bio dugačak oko 70 m. Kako nije utvrđen zapadni zid samostanskog sklopa, širina, os istok – zapad od oko 50 m može se pretpostaviti prema konfiguraciji terena. Istočni vanjski zid samostanskog sklopa temeljen je grubim klesanim vapnencem s obilnim korištenjem žućkastog veziva sitnijeg granulata.
Arheološkim istraživanjima 2006. godine započelo je istraživanje pavlinskog samostana u Strezi (Pavlin Kloštar). Potvrđeni su vanjski zidovi samostanskog sklopa na sjeveru, istoku i jugu. Ujedno je određen položaj crkve Svih Svetih. Potvrđene su impresivne dimenzije jednobrodne, poligonalno zaključene crkve Svih Svetih (33 x 9.5 m), smještene u jugozapadnom dijelu samostanskog sklopa.

## Zaštita
Pod oznakom P-5737 vodi se kao nepokretno kulturno dobro - pojedinačno, pravnog statusa preventivno zaštićenog dobra, klasificirano kao "kopnena arheološka zona/nalazište". 